# Ton van Linder
Ton van Linder (Tilburg, 19 oktober 1941) is een Nederlands handbalcoach en voormalig handballer. Als coach was Van Linder coach bij verschillende clubs, maar hij was ook actief bij het Nederlands Handbal Verbond als bondscoach en technisch directeur.

## Biografie
Van Linder werd geboren in een katholiek arbeidersgezin met tien kinderen. Hij ging naar de kweekschool en stond al op jonge leeftijd voor de klas. In de avonduren volgde hij een studie geografie.
Van Linder deed op jonge leeftijd aan allerlei sporten, maar het handbal ontdekte hij pas op 17-jarige leeftijd. Na anderhalf jaar werd Van Linder gevraagd voor Jong Oranje. Ook speelde Van Linder voor het Arnhemse Swift. Met Swift kwam Van Linder uit in de hoogste niveau handbal in Nederland, destijds de hoofdklasse. Later kwam Van Linder ook uit voor de nationale ploeg, waarmee hij in 1972 net niet voor de Olympische Zomerspelen wist te kwalificeren. In totaal speelde Van Linder tussen 1970 en 1973 23 interlands. Na 1973 stopte Van Linder als handbalspeler, waarnaar hij zijn studie geografie heeft afgemaakt.
In 1975 werd Van Linder gevraagd om coach te worden bij Swift. Hij trainde hierna de herenploeg van Swift tot 1979, waarna hij het Doetinchemse eredivisionist De Gazellen ging coachen.
In 1981 werd Van Linder aangesteld om bondscoach te worden van Jong Oranje als opvolger van George van Noessel, waarnaast hij ook bondscoach van de A-selectie, Ján Kecskeméthy, assisteerde. Later, in 1985, werd Van Linder bondscoach van het nationaal herenteam. Drie jaar later ging Van Linder dit combineren met het nationale damesploeg vanwege het vertrek van Ján Kecskeméthy als bondscoach bij de nationale damesploeg.
In 1989 stapte Van Linder als bondscoach op bij de nationale herenploeg. Als reden gaf Van Linder dat hij veel kritiek ondervond op zijn functioneren, ondanks het behalen van de elfde plek op het B-WK in Frankrijk. In 1989 werd Van Linder benaderd om coach te worden van de Oostenrijkse topclub Hypobank Wenen. Hierdoor was voor het eerst een Nederlandse handbalcoach actief als trainer bij een Europese topclub. Bert Bouwer verving Van Linder tijdelijk als bondscoach van de nationale damesploeg.
Voor aanvang van het seizoen 1990/1991 werd Van Linder ontslagen bij Hypobank. Hij vervolgde zijn taken als bondscoach tot begin 1991, toen hij vanwege privéomstandigheden tijdelijk zijn taken neerlag. Bert Bouwer nam toen tijdelijk de coaching van de nationale damesploeg op zich. In januari 1993 werd bekend dat Van Linder definitief stopte als coach van de nationale damesploeg. Bouwer werd zijn definitieve opvolger. Wel ging Van Linder verder als technisch directeur bij het Nederlands Handbal Verbond, wat hij al was vanaf 1987. In 1996 legt hij ook deze functie neer.
Na 1996 bleef Van Linder actief in de handbalwereld, zo maakte hij deel uit van methodische commissie van de Europese Handbalfederatie en was van 15 mei 2009 tot 8 september 2012 weer technisch directeur van het Nederlands Handbal Verbond. In 2012 kreeg hij een speciale onderscheiding van de Europese Handbalfederatie vanwege zijn verdiensten voor de sport.
In december 2008 werd Van Linder tijdelijk trainer van Hellas als vervanger van René Zwinkels.
Naast het handbalwezen was Van Linder vanaf 2014 raadslid en fractievoorzitter van de VVD in de gemeenteraad van Bronckhorst. Hij legde in september 2019 deze functie neer om zich weer meer op de handbalsport te richten.

## Privé
Van Linder was getrouwd en heeft twee kinderen. Zijn vrouw overleed in 1992 aan de gevolgen van kanker. Dochter Marieke van Linder speelde op hoog niveau handbal.